# Brygadier (Państwowa Straż Pożarna)

Naramiennik brygadiera PSP

Brygadier – jeden z 19 stopni służbowych w Państwowej Straży Pożarnej. Niższym stopniem jest młodszy brygadier, a wyższym – starszy brygadier. Jest jednym ze stopni w korpusie oficerów PSP. Nadawany jest przez ministra spraw wewnętrznych i administracji na wniosek Komendanta Głównego Państwowej Straży Pożarnej. Między nadaniem młodszego brygadiera a brygadiera powinno minąć minimum 5 lat, a między nadaniem brygadiera a starszego brygadiera – 4 lata. Odpowiedni jest podpułkownikowi wojsk lądowych i powietrznych, młodszemu inspektorowi Policji, komandorowi porucznikowi Marynarki Wojennej, podpułkownikowi Biura Ochrony Rządu i podpułkownikowi Służby Więziennej.